# Нурминский, Сергей Андреевич
Сергей Андреевич Нурми́нский (1839—1914) — российский литератор, этнограф, просветитель марийского народа, деятель народного образования.

## Биография
Родился 13 (25) сентября 1839 года в селе Владимировское Козьмодемьянского уезда Казанской губернии (ныне Горномарийский район Республики Марий Эл). В 1864 году окончил Казанскую духовную академию со степенью магистра. Работал смотрителем и учителем в Николаевском духовном училище в Самарской губернии. С 1870-го — инспектор, а с 1874-го — директор народных училищ Вятской губернии. В 1884—1888 гг. — директор Самарской учительской семинарии, а в 1888—1903 гг. — директор Вятской гимназии. Скончался 26 декабря 1914 года (8 января 1915 года) в Казани.

## Профессиональная деятельность
Нурминский способствовал созданию и расширению сети марийских и удмуртских школ, пропагандировал школьное обучение в выступлениях перед крестьянами. Особое внимание он уделял небольшим по числу дворов сёлам со смешанным населением, значительно распространил школьное обучение среди марийских девочек. Привлекал лучших учащихся-мари к обучению в учительских семинария для подготовки преподавателей в сёлах с марийским населением, практиковал показательные уроки на уездных собраниях учителей. Пропагандировал систему классного обучения по методу К. Д. Ушинского. Содействовал открытию в Вятке земского «Училища с целью распространения сельскохозяйственных и технических знаний и подготовки учителей» (1872 г., с 1880 г. — реальное училище).
Значительна роль Нурминского в развитии методики одновременного обучения учащихся-мари на родном и русском языках. Здесь он успешно сочетал звуковой метод с письмом. Предложив усовершенствовать марийский алфавит, вместе с Н. Ивановым в 1873 году разработал «Букварь для начального обучения черемисских детей русской грамоте»; в нём использовались методические идеи Ушинского, а орфография была максимально приближена к русской. С целью распространения марийской письменности Нурминский инициировал в Вятской губернии издание книг на марийском языке. Высказывался за первоначальное обучение чтению на родном языке с использованием русского алфавита, поддерживал создание русских грамматик на языках нерусских народов.
Проблемы школьного дела в регионах с нерусским населением Нурминский тесно связывал с экономическими и бытовыми условиями («Инородческие школы», журн. «Православное обозрение», 1864, т. 14, № 7—8). Главным требованием к учителю считал наличие доверия к нему со стороны общины, а также знание им местного языка и культурных традиций.
Для вятского губернского статистического комитета Нурминский составил карты и списки инородческих поселений Вятской губернии.

## Основные публикации
- Из заметок о черемисах Казанской губернии // Православное обозрение. — М., 1863. — Т. 9. — С. 34—38.
- Инородческие приходы // Православное обозрение. — М., 1863. — Т. 12. — С. 243—263.
- Бекбулатка Бегишев: из истории колонизации Казанского края // День. — 1864. — № 27. — С. 10—12.
- Влияние монастырей на расселение народное в Казанском крае // Православный собеседник. 1864. — Ч. I. — С. 3—30, 181—230.
- Инородческие школы // Православное обозрение. — М., 1864. — Т. 14. — С. 201—226; 273—286.
- Статистические сведения о церковных приходах Уржумского уезда. // Вятские губернские ведомости. — 1871. — № 38, 39.
- Правила для учителей и учительниц Вятской губернии. — Вятка, 1873.
- Сельские училища Котельнического уезда // Вятские губернские ведомости. — 1873. — № 17, 18.
- О начальном народном образовании в Вятской губернии в 1873 г. // Вятские губернские ведомости. — 1874. — № 34—36.
- Статистические сведения о числе грамотных и неграмотных в православном единоверческом населении Вятской губернии // Вятские губернские ведомости. — 1875. — № 64.
- Статистические сведения о числе грамотных и неграмотных в православном и единоверческом населении Вятской губернии за 1870, 1871, 1872 годы. — Вятка, 1875.
- Опровержение на статью, помещенную в газете «Голос» № 349 за 1876 г. // Вятские губернские ведомости. — 1876. — № 6.
- Отчет о временных педагогических курсах для учителей и учительниц Вятской губернии в 1876 г. // Вятские губернские ведомости. — 1876. — № 87.
- Народные училища Вятской губернии в 1869—1878 годах // Журнал Министерства народного просвещения. — 1878. — № 7. — С. 32—64.
- Народные училища Вятской губернии в 1786—1828 годах: исторический очерк: статистические сведения о числе начальных училищ Вятской губернии и учащихся в них (1870—1880) // Столетие Вятской 1убернии 1780—1880: сборник материалов к истории Вятского края. — Вятка, 1881. — Т. 2. — С. 659—738.
- К вопросу о религиозных верованиях и культе черемис // Живая старина. — СПб., 1981. — Вып. 3—4. — С. 222—223.
- Статистические сведения о народных училищах Вятской губернии за 1880 год. — Вятка, 1881.
- Противораскольническая миссионерская школа в г. Вятке // Вятские губернские ведомости. — 1880. — № 43.
- Сведения о народном образовании за 1879 год // Вятские губернские ведомости. — 1880. — № 61, 62.
- Очерки религиозных верований черемис // Православный собеседник. — Казань, 1862. — Ч. 111. — № 12. — С. 236—296.
- Статистические сведения о народных училищах Вятской губернии за 1883 год // Вятские губернские ведомости. — 1884. — № 72—75.
- О классной системе обучения в городских училищах // Журнал Министерства народного просвещения. — 1885. — № 5. — С. 1—32.
- Грамотность населения Вятской губернии на 1883 г. — Вятка, 1887.
- Белогорские татары (Из истории совращения татар-христиан в магометанство) // Самарские епархиальные ведомости. — 1883. — № 24; 1884. — № 1.
- Грамотность прихожан Самарского кафедрального собора // Самарские губернские ведомости. — 1886. — № 67.
- Секта «Кугу сорта» среди черемис Яранского уезда. — Вятка, 1893.
- Отчет о суммах, поступающих на устройство общежития при Вятской мужской гимназии. — Вятка, 1893.
- Нурминский С., Иванов И. Букварь для начального обучения черемисских детей русской, грамоте. — Вятка, 1873.
- Карта инородческих селений Вятской губернии. — Вятка, 1873[3].